# Тхакараму
Тхакараму — థ, тха, 30-я буква слогового алфавита телугу,  обозначает придыхательный глухой альвеолярный взрывной согласный  /ṭha/. Иногда считается, что придыхание используется только в словах, заимствованных из санскрита. Акшара-санкхья — 7 (семь).
Надстрочный контактный диакритический знак (надстрочная часть буквы) в виде «✓» называется талакатту и обозначает короткий гласный «а» (аналогично క, గ — «ка», «га» или చి, చు — «чи», «чу» (в последнем случае талакатта сохраняется, но не произносится)).
Подстрочный знак обозначает придыхание (ఒత్తు) и называется జడ (jada), ఒత్తు (ottu) или వొత్తు (vottu). В английском знак называют вертикальным мазком или чертой (vertical stroke). Данный знак строго говоря не является необходимым, в отличие от остальных букв, обозначающих придыхательные звуки и требующих соответствующей маркировки (ср. ధ ↔︎ ద, исключением является буква ఖ (кха), которая по начертанию отлична от క (ка), поскольку буквы в паре థ ↔︎ త (тха ↔︎ та, с придыханием и без) вообще говоря не похожи. Точка внутри буквы отличает ее от буквы дха థ ↔︎ ధ).